# Amani Oruwariye
Amani Horatio Oruwariye (geboren am 9. Februar 1996 in Saint Petersburg, Florida) ist ein US-amerikanischer American-Football-Spieler auf der Position des Cornerbacks. Er spielte College Football für die Pennsylvania State University und steht zurzeit bei den Dallas Cowboys in der National Football League (NFL) unter Vertrag. Zuvor spielte Oruwariye von bei den Detroit Lions und den Jacksonville Jaguars.

## Frühe Jahre und College
Oruwariye wurde in Saint Petersburg, Florida, geboren und besuchte die Gaither High School in Northdale, an der er Football als Defensive Back spielte und in seinem letzten Highschooljahr als MVP seines Teams ausgezeichnet wurde. Ab 2014 ging Oruwariye auf die Pennsylvania State University, um College Football für die Penn State Nittany Lions zu spielen. Er absolvierte zunächst ein Redshirtjahr und wurde in der Saison 2015 vorwiegend in den Special Teams eingesetzt. In der Saison 2016 kam Oruwariye in elf Partien zum Einsatz und fing eine Interception, die er über 30 Yards zu einem Touchdown in die gegnerische Endzone zurücktragen konnte. In der folgenden Saison konnte er als Nummer-drei-Cornerback mit vier Interceptions auf sich aufmerksam machen und ging als Stammspieler in sein letztes Jahr am College. Oruwariye fing drei Interceptions und wehrte zwölf gegnerische Pässe ab. Er wurde in das All-Star-Team der Big Ten Conference 2018 gewählt.

## NFL
Oruwariye wurde im NFL Draft 2019 in der fünften Runde an 146. Stelle von den Detroit Lions ausgewählt. Als Rookie wurde er zunächst kaum in der Defensive eingesetzt. Zu seinem NFL-Debüt kam Oruwariye am vierten Spieltag als Special Teamer, nach einem weiteren Einsatz in Woche 10 spielte er am elften Spieltag erstmals auch in der Defense. Anschließend wurde er häufiger eingesetzt und konnte gegen die Washington Redskins und die Green Bay Packers jeweils eine Interception fangen. Infolge des Trades von Darius Slay zu den Philadelphia Eagles rückte Oruwariye zur Saison 2020 neben Desmond Trufant in die Stammformation auf, da er in der Saisonvorbereitung bessere Leistungen als Erstrundenpick Jeff Okudah zeigte. Er kam in allen 16 Partien zum Einsatz, davon 15-mal als Starter, und verzeichnete eine Interception. In der Saison 2021 fing Oruwariye sechs Interceptions. Wegen einer Daumenverletzung verpasste er die letzten drei Partien der Saison. Die Saison 2022 verlief wesentlich weniger erfolgreich für Oruwariye. Er verpasste das zweite Spiel wegen einer Rückenverletzung und wurde nach nur drei Spielen als Starter wegen schwacher Performance für das Spiel in Woche 5 nicht für den Spieltagskader nominiert. Die folgenden beiden Partien bestritt Oruwariye wieder von Beginn an, wegen weiterhin unzureichender Leistung verlor er seine Rolle als Stammspieler ab dem neunten Spieltag für den Rest der Saison.
Am 23. März 2023 nahmen die New York Giants Oruwariye unter Vertrag. Er wurde im Rahmen der Kaderverkleinerung auf 53 Spieler Ende August vor Saisonbeginn entlassen und anschließend in den Practice Squad aufgenommen. Am 10. Oktober 2023 wurde er aus dem Practice Squad entlassen. Am 16. Oktober 2023 nahmen die Jacksonville Jaguars Oruwariye in ihren Practice Squad auf. Im Februar 2024 unterschrieb er für die Saison 2024 erneut in Jacksonville. Er wurde jedoch vor Saisonbeginn Ende August entlassen und schloss sich daraufhin dem Practice Squad der Dallas Cowboys an.

### NFL-Statistiken
| Saison                             | Saison | Spiele | Spiele      | Tackles | Tackles | Tackles | Tackles | Interceptions | Interceptions | Interceptions | Interceptions | Interceptions | Fumbles | Fumbles | Fumbles |
| Jahr                               | Team   | Spiele | als Starter | Gesamt  | Solo    | Ast     | Sacks   | PD            | INT           | Yds           | Lng           | TD            | FF      | FR      | TD      |
| ---------------------------------- | ------ | ------ | ----------- | ------- | ------- | ------- | ------- | ------------- | ------------- | ------------- | ------------- | ------------- | ------- | ------- | ------- |
| 2019                               | DET    | 9      | 2           | 19      | 18      | 1       | 0,0     | 3             | 2             | 0             | 0             | 0             | 0       | 0       | 0       |
| 2020                               | DET    | 16     | 15          | 41      | 30      | 11      | 0,0     | 7             | 1             | 0             | 0             | 0             | 0       | 0       | 0       |
| 2021                               | DET    | 14     | 14          | 57      | 44      | 13      | 0,0     | 11            | 6             | 73            | 50            | 0             | 0       | 1       | 0       |
| 2022                               | DET    | 14     | 5           | 44      | 36      | 8       | 0,0     | 3             | 0             | 0             | 0             | 0             | 0       | 1       | 0       |
| 2023                               | JAX    | 1      | 0           | 0       | 0       | 0       | 0,0     | 0             | 0             | 0             | 0             | 0             | 0       | 0       | 0       |
| 2024                               | DAL    | 7      | 4           | 29      | 23      | 6       | 0,0     | 3             | 1             | 0             | 0             | 0             | 0       | 0       | 0       |
| Gesamt                             | Gesamt | 61     | 40          | 202     | 166     | 36      | 0,0     | 27            | 10            | 73            | 60            | 0             | 0       | 2       | 0       |
| Quelle: pro-football-reference.com |        |        |             |         |         |         |         |               |               |               |               |               |         |         |         |